# AROUND THE WORLD (鈴木亜美の曲)
「AROUND THE WORLD」（アラウンド・ザ・ワールド）は、日本の女性歌手、鈴木亜美の4枚目のエイベックスシングル。

## 解説
- エイベックス・オリジナル1枚目のアルバム『AROUND THE WORLD』と同時発売。
- 1万枚限定生産・初回生産限定シングル。紙ジャケット仕様。
- 表題曲「AROUND THE WORLD」は同時発売のアルバムのものと同一バージョンで、カップリング曲「Times」は同時発売のアルバムのものと別バージョンが収録されている。

## 収録曲
1. AROUND THE WORLD
作詞：鈴木亜美／作曲：y@suo ohtani／編曲：原田憲
日本テレビ系『音楽戦士 MUSIC FIGHTER』 2005年10月オープニングテーマ
2. Times -Dub's Pop Radio edit Remix-
作詞：鈴木亜美／作曲：渡辺徹／編曲：Dub Master Ｘ
3. AROUND THE WORLD(Instrumental)
4. Times -Dub's Pop Radio edit Remix-(Instrumental)

## 収録アルバム
- AROUND THE WORLD
  - 『AROUND THE WORLD』